# Весна Крмпотич
Ве́сна Крмпо́тич (хорв. Vesna Krmpotić; *17 червня 1932, Дубровник — 21 серпня 2018) — хорватська письменниця і перекладачка.

## Життєпис
Народилася 17 червня 1932 року в Дубровнику.
Вивчала психологію і англійську мову на філософському факультеті Загребського університету.
В Університеті Нью-Делі вивчала бенгалі.
З початку 1960-х працювала редактором у літературній редакції «Радіо Загреб», у видавництвах, згодом у культурній редакції на радіо Белграда.

## Творчість
К. опублікувала понад 100 книжок поезії, прози, есе, перекладів, серед них — унікальна, найбільша в світі збірка поезій, яка містить 11 644 вірші, — «108x108» (2006).
Перекладала з англійської, американської, індійської, арабської літератур.

## Визнання
К. — член двох хорватських письменницьких спілок. Лауреат численних хорватських та іноземних нагород, серед яких «Премія Владимира Назора» (1999), премія Хорватської академії науки і мистецтв (2006) і «Премія Тіна Уєвича» (2013).